# Pamětice (Drhovle)
Pamětice jsou vesnice, část obce Drhovle v okrese Písek v Jihočeském kraji. Nachází se asi jeden kilometr severozápadně od Drhovle. Pamětice leží v katastrálním území Pamětice u Drhovle o rozloze 6,14 km². V katastrálním území Pamětice u Drhovle leží i Dubí Hora.

## Historie
První písemná zmínka o vesnici pochází z roku 1323. Ves je společně se sousední Drhovlí a s majetkem hradu Zvíkova uvedena jako zástava Jana Lucemburského. Později ves přešla pod správu Bratronického a později 1728 Sedlického panství.

## Obyvatelstvo
| Rok            | 1869 | 1880 | 1890 | 1900 | 1910 | 1921 | 1930 | 1950 | 1961 | 1970 | 1980 | 1991 | 2001 | 2011 | 2021 |
| -------------- | ---- | ---- | ---- | ---- | ---- | ---- | ---- | ---- | ---- | ---- | ---- | ---- | ---- | ---- | ---- |
| Počet obyvatel | 354  | 327  | 318  | 313  | 285  | 264  | 268  | 215  | 198  | 161  | 113  | 86   | 91   | 101  | 113  |
| Počet domů     | 54   | 54   | 53   | 54   | 52   | 52   | 54   | 51   | 91   | 43   | 38   | 41   | 53   | 57   | 64   |

## Obecní správa
Při sčítání lidu v letech 1850–1962 Pamětice byly samostatnou obcí v okrese Písek. Od roku 1963 jsou částí obce Drhovle v okrese Písek. V letech 1850–1962 k obci patřila Dubí Hora.

## Pamětihodnosti
- Výklenková kaple na okraji vesnice u domu čp. 38 [8]

- Barokní výklenková kaple svatého Jana Nepomuckého u obchodu na okraji vesnice směrem k Dubí Hoře.[8]
- Kaple na severní části návsi.[9]
- Litinový kříž před návesní kaplí je z roku 1845.
- Na návsi se nachází dvojice památníků obětem první a druhé světové války.
- Kamenný kříž na okraji vsi, nedaleko od výklenkové kaple.
- Kamenný kříž rodiny Marouškovy z roku 1901 na okraji vesnice.
- Kříž u komunikace z vesnice směrem na Dubí Horu.
- V obci se dochoval soubor lidové zděné architektury. Jde zvláště o usedlosti s křídlovými štíty čp. 9 a čp. 10 na východní straně návsi. Na severní straně je to usedlost čp. 14 s bránou a předzahrádkou ohrazenou kamennou zdí. V těsném sousedství se nachází chalupa čp. 35. Usedlost čp. 19 v severozápadní straně návsi má po obou stranách brány kapličkové niky. U usedlosti čp. 22 se dochovala sýpka s křídlovým štítem. Venkovská usedlost čp. 35, čp. 14, čp. 22, čp. 10 jsou vedené v Seznamu kulturních památek v okrese Písek.

## Osobnosti
- Václav Čapek (1915–1944), příslušník 311. československé bombardovací perutě RAF

## Galerie

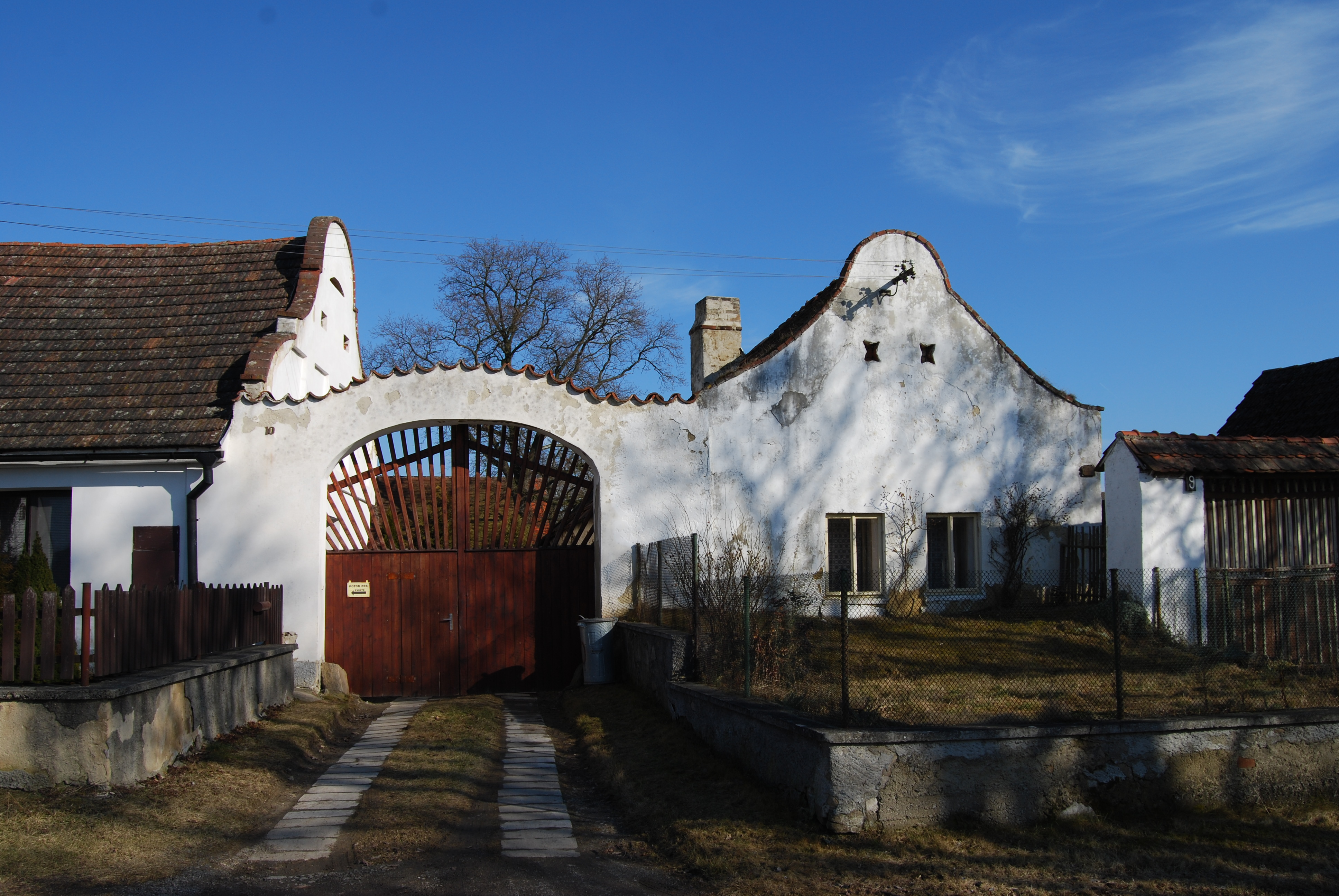
Usedlost čp. 9 a čp. 10
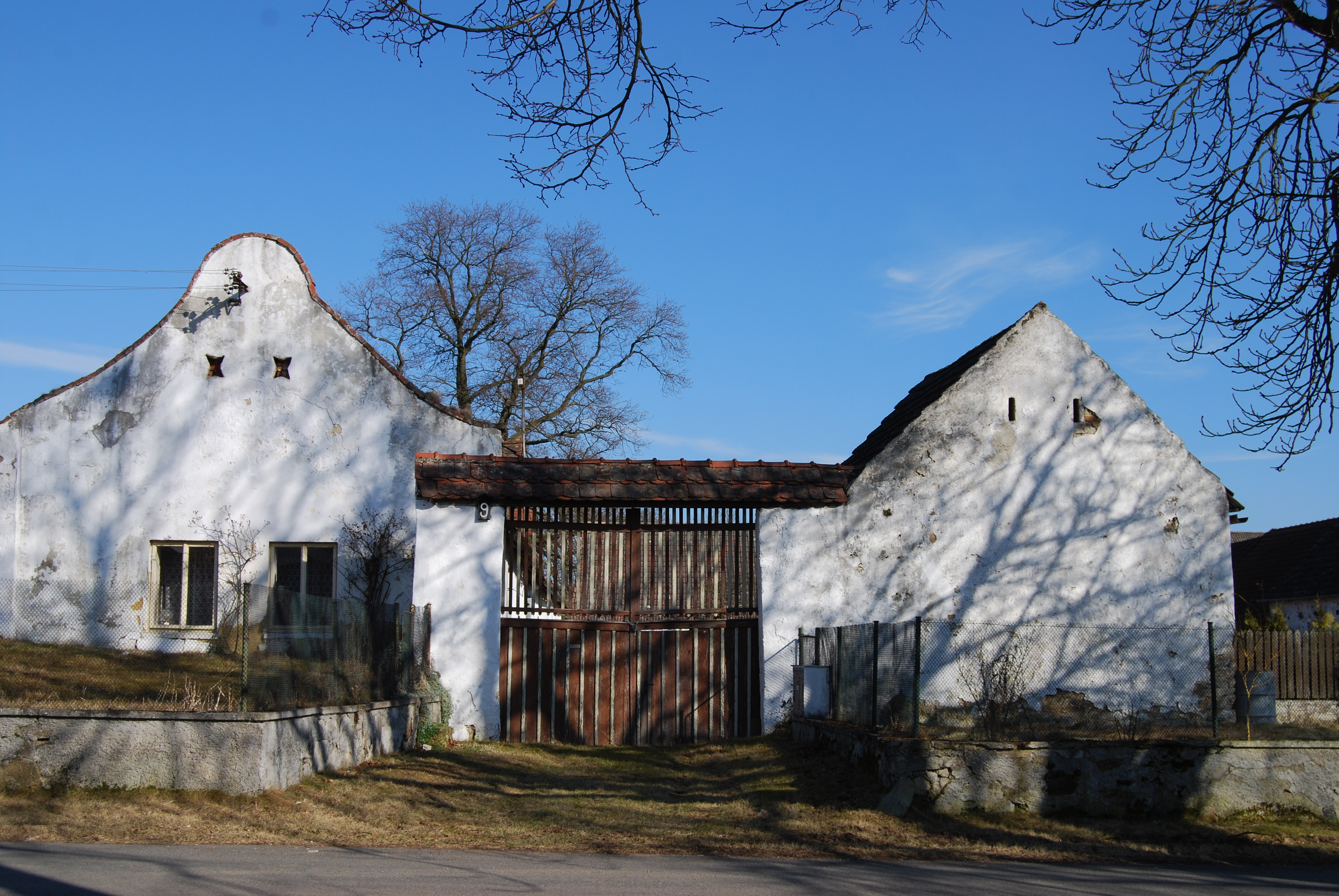
Usedlost čp. 9
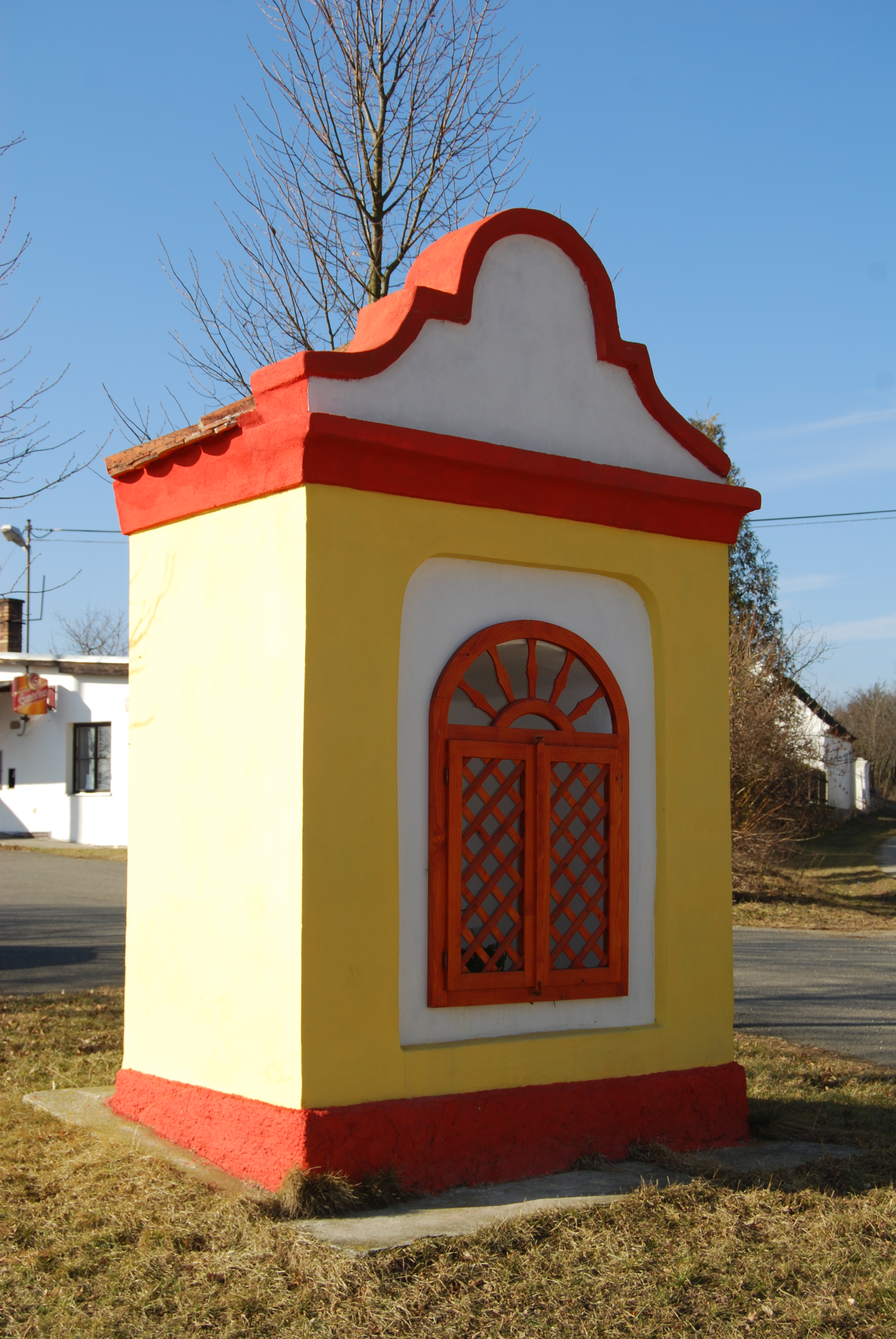
Kaple svatého Jana Nepomuckého
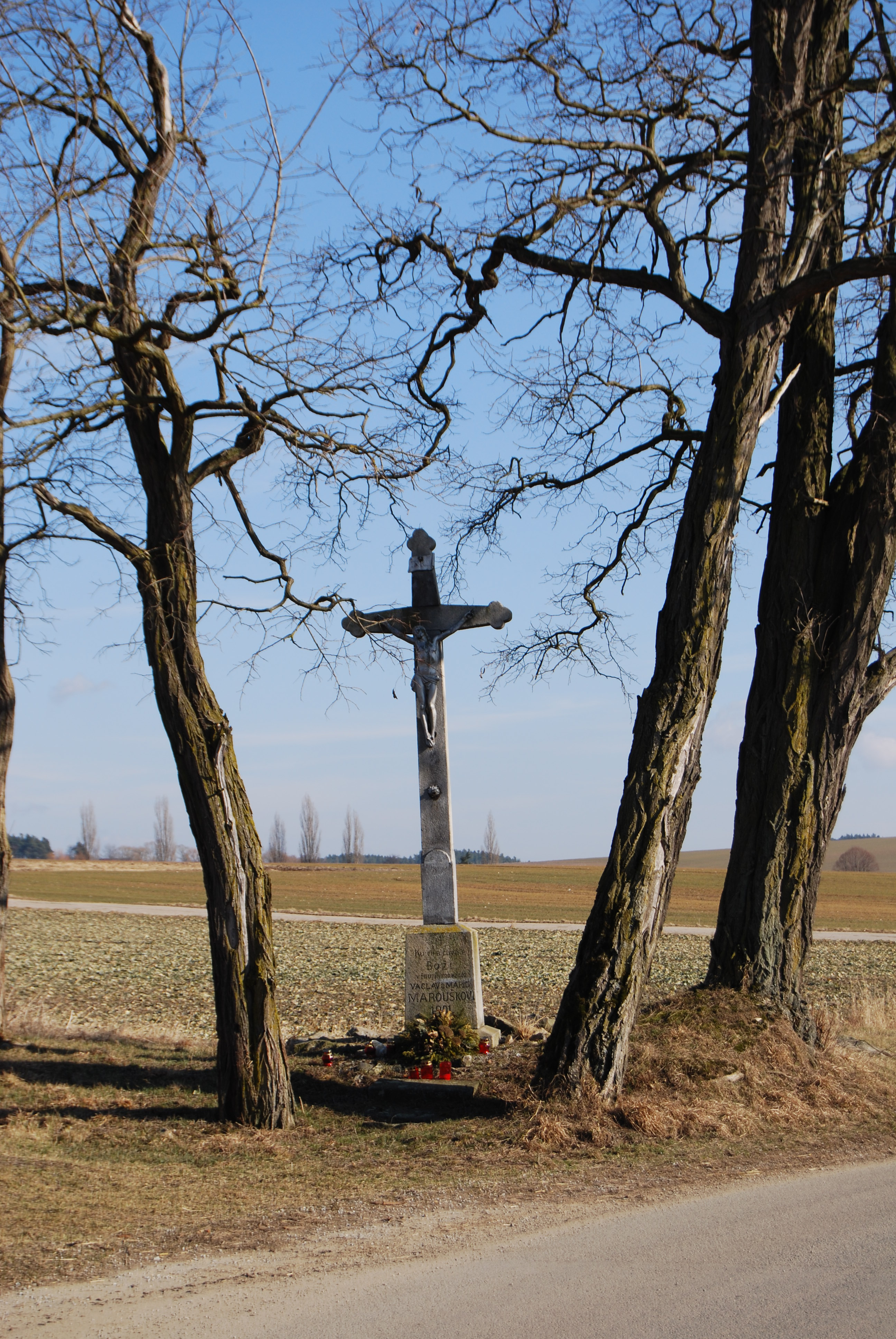
Kříž rodiny Marouškovy z roku 1901
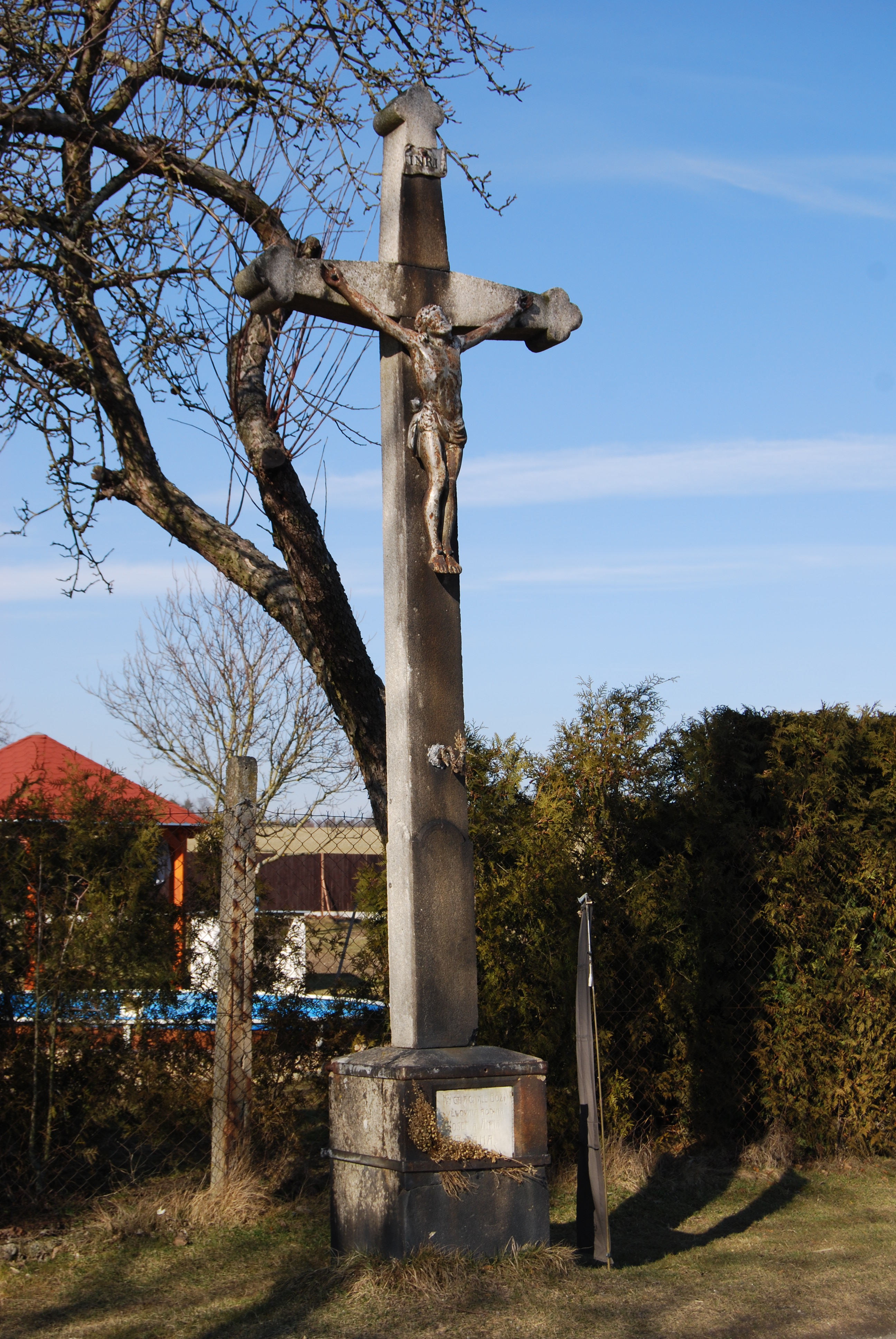
Kamenný kříž rodiny Bláhovy
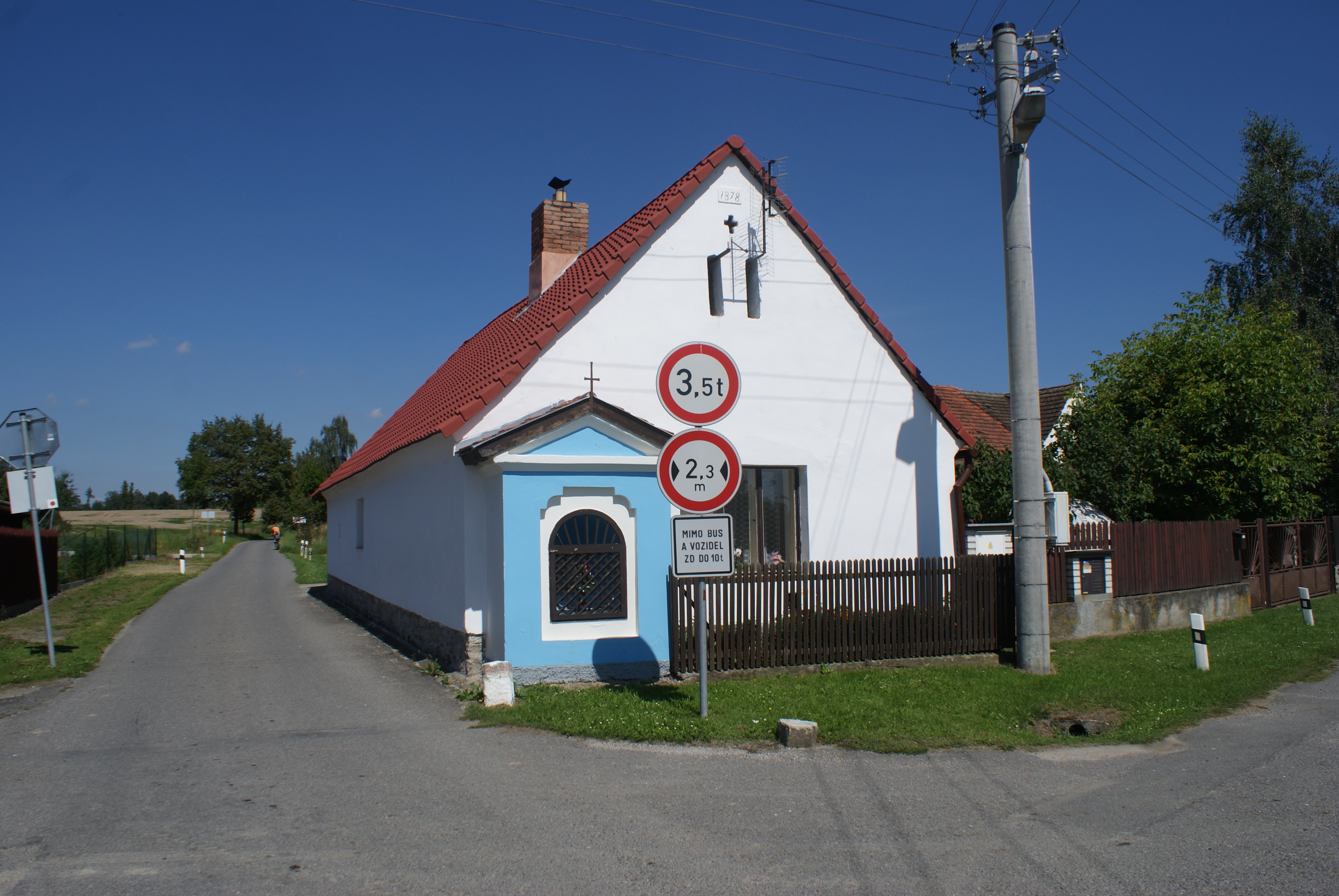
Výklenková kaple u domu čp. 38